# Calliprora
Calliprora é um gênero de traça pertencente à família Agonoxenidae.